# Relações entre Andorra e Portugal
As relações entre Andorra e Portugal são as relações diplomáticas estabelecidas entre o Principado de Andorra e a República Portuguesa. O estabelecimento das relações diplomáticas ocorreu em 1994. Portugal está representado em Andorra através da embaixada em Madrid, após a desativação da embaixada em Andorra. Em fevereiro de 2016 ambos os estados decidiram aumentar a cooperação no setor do turismo.
Há um número significativo de portugueses a residir em Andorra.

## História
Andorra e Portugal têm robustas relações históricas a nível social, cultural, político e económico, que cresceram especialmente a partir da década de 80 do século XX, quando iniciou uma onda de migração portuguesa para o Principado, oriunda maioritariamente do Norte de Portugal.
Portugal manteve uma Embaixada em Andorra, criada a 1 de maio de 2003, data em que foi extinto o Consulado-Geral de Portugal em Andorra, por sua vez criado a 5 de abril de 1999, e extinta em 2012, fruto de uma reorganização da rede diplomática portuguesa. A partir desta data é criado um Consulado Honorário em Andorra, que assegura a presença de Portugal no Principado.
Atualmente, a comunidade portuguesa residente em Andorra é a segunda maior do Principado, sendo composta por 10500 pessoas, o que representa aproximadamente 14% da população total.

## Acordos Bilaterais
Desde o estabelecimento das relações bilaterais entre os dois países em 1994, verifica-se a assinatura de diversos acordos bilaterais entre os dois países, incluindo:
- Convenção sobre Segurança Social, bem como o Acordo Administrativo relativo às modalidades da respetiva aplicação, a 28 de janeiro de 1988;
- Convénio de Cooperação Educativa e Acordo Relativo a Transportes internacionais Rodoviários de Passageiros e Mercadorias, ambos a 15 de novembro de 2000.
- Acordo de Reconhecimento Mútuo e Homologação das Cartas de Condução, a 27 de junho de 2007;
- Convénio relativo à Entrada, Circulação, Estadia e Estabelecimento dos seus Nacionais, a 23 de julho de 2007;
- Acordo sobre a Troca de Informações em Matéria Fiscal, a 30 de novembro de 2009, a 30 de novembro de 2009;
- Convenção para Evitar a Dupla Tributação e Prevenir a Evasão Fiscal em Matéria de Impostos sobre o Rendimento, a 28 de setembro de 2015.

## Visitas de Estado e Oficiais
O robusto relacionamento bilateral entre as duas nações encontra-se marcado pela realização de diversas visitas de estado ou oficiais, incluindo as seguintes:

### Visita de Governantes portugueses a Andorra
- 5 a 7 de março de 2010, Aníbal Cavaco Silva, Presidente da República.
- 7 e 8 de setembro de 2017, Marcelo Rebelo de Sousa, Presidente da República
- 20 e 21 de Abril, Marcelo Rebelo de Sousa e António Costa, Presidente da República e Primeiro-Ministro, respetivamente.

### Visita de Governantes andorrenhos a Portugal
- 16 de outubro de 2006, Albert Pintat, Primeiro-Ministro;
- 30 de novembro a 1 de dezembro de 2009, Jaume Bartumeu, Primeiro-Ministro;
- 10 e 11 de fevereiro de 2011, Jaume Bartumeu, Primeiro-Ministro;
- 12 de janeiro de 2018, Antoni Martí, Primeiro-Ministro;
- 3 de novembro de 2020, Xavier Espot, Primeiro-Ministro

## Relações Económicas

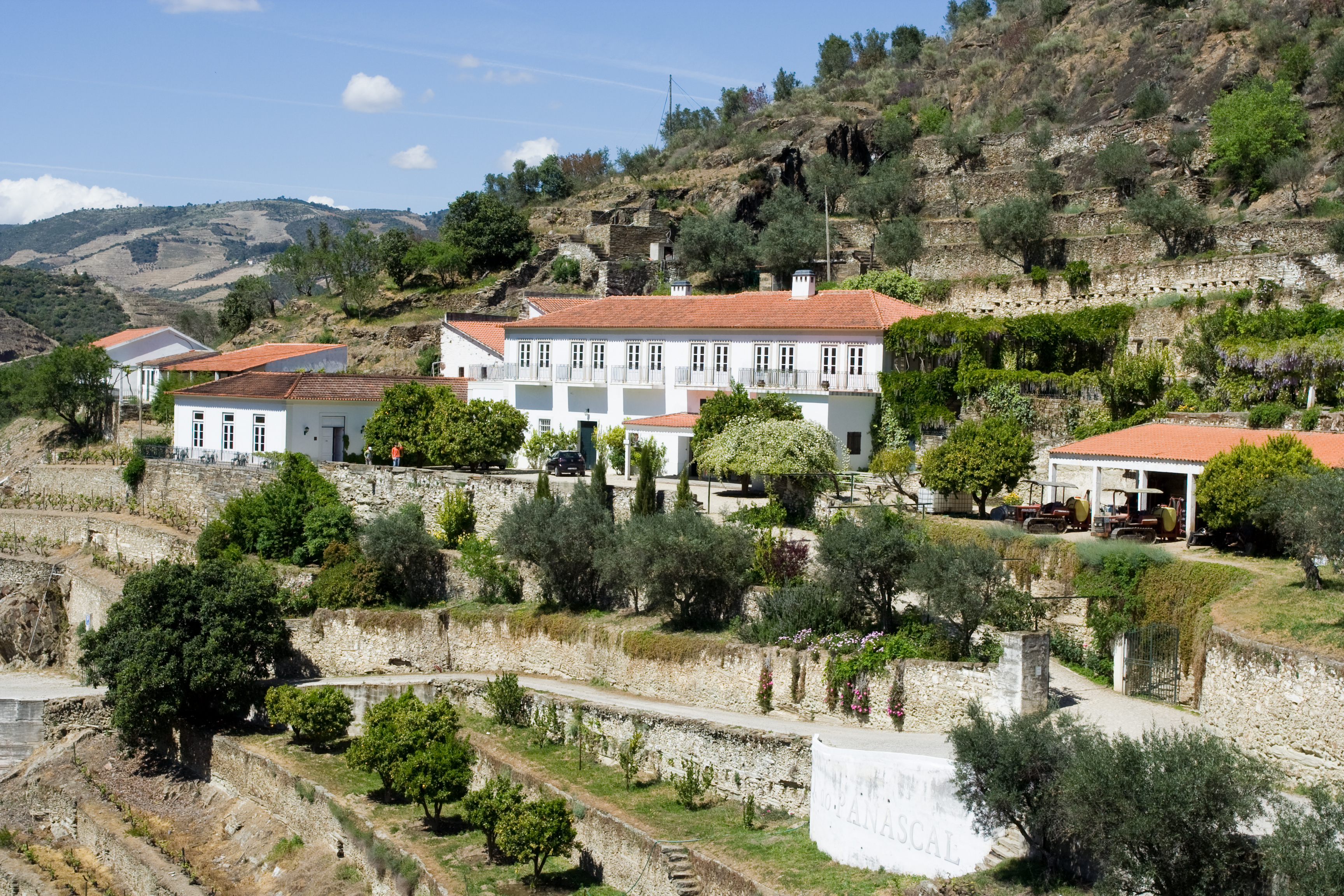
⠀⠀⠀⠀⠀⠀

O relacionamento económico entre Andorra e Portugal é pouco expressivo. No ano de 2019, Andorra foi o 127º cliente e 153º fornecedor de Portugal, enquanto Portugal foi, no mesmo ano, o 9º fornecedor e 39º cliente de Andorra. Em 2019, exportaram para Andorra cerca de uma centena de empresas portuguesas. No ano de 2019, o comércio de bens entre os dois países representou um total de aproximadamente 6.4 milhões de dólares, com um excedente comercial, do ponto de vista português de 6.3 milhões de dólares.

## Relações Culturais
No plano cultural, a forte presença portuguesa em Andorra, através da comunidade portuguesa residente no principado, traduz-se na realização de diversas iniciativas de promoção e divulgação da cultura portuguesa em Andorra.
Adicionalmente, o Instituo Camões, responsável pela diplomacia cultural e pelo ensino de língua portuguesa no estrangeiro encontra-se presento no Principado, registando-se um Protocolo de Cooperação assinado em outubro de 2013 entre o Camões, I.P, e a Universidade de Andorra, para fomentar o ensino de Português como Língua Estrangeira, que se traduziu na inauguração da Cátedra Camões, na Universidade de Andorra, em 2017, que iniciou o desenvolvimento de projetos científicos em varias áreas de investigação, e que tem como objetivo o desenvolvimento de projetos de investigação e produção científica no âmbito dos Estudos Portugueses e a sua relação com o Principado de Andorra.

## Missões Diplomáticas
- Portugal não dispõe de representação permanente em Andorra, sendo esta assegurada pela Embaixada de Portugal em Madrid e pelo Consulado Geral de Portugal em Barcelona, do qual se encontra dependente o Consulado Honorário de Portugal em Andorra, um Consulado com valências consulares acrescidas, que assegura a presença consular de Portugal em Andorra.[11]
- A Andorra tem uma Embaixada em Lisboa.[15]